# Museiparken, Stockholm

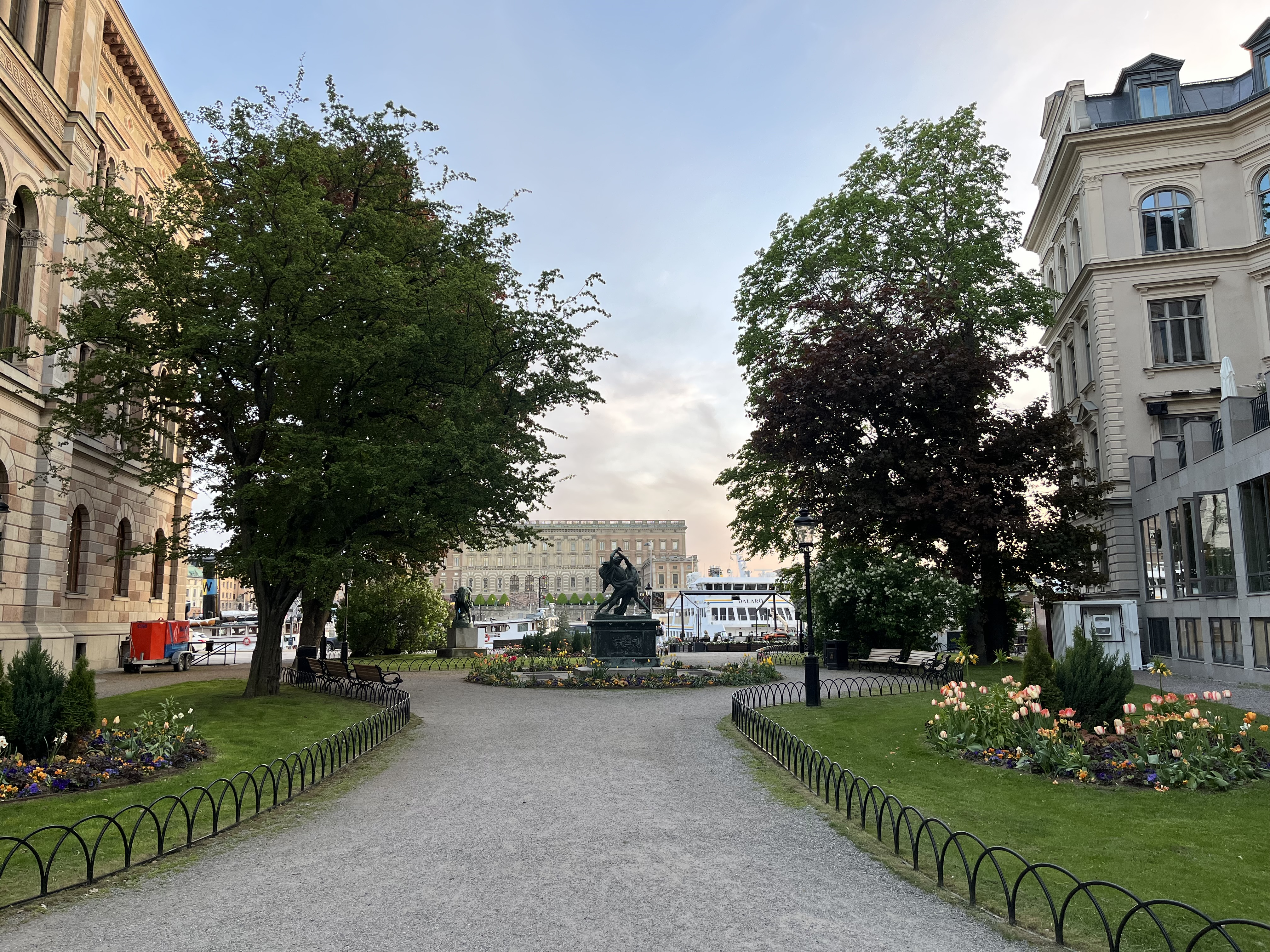
Museiparken i maj 2023.

Museiparken är en park på Blasieholmen i Stockholm. Parken ligger norr om Nationalmuseibyggnaden och fick sitt nuvarande namn 1925.
Museiparken anlades på delvis utfylld mark och i samband med Nationalmuseums färdigställande. Fram till 1850-talet fanns här en kanal som skilde Blasieholmen från dess östligaste del som hette Kyrkholmen.  Byggnadschefen för Nationalmuseibygget, fortifikationsingenjören Johan af Kleen, fyllde igen kanalen utan att ha tillstånd till det, varpå markägaren, Stockholms stad, länge tvistade om, hur den nyvunna marken kunde användas. Först i mitten på 1860-talet, när Nationalmuseum nästan var färdigbyggt, enades man om att anlägga Museiparken.
I parken finns tre konstverk uppställda: Bältespännarna av skulptören Johan Peter Molin (rest 1867), Yngling med sköldpadda av John Börjeson (rest 1884) och Fosterbröderna av Teodor Lundberg (rest 1891).